# Cereceda (Allande)
Cereceda (en eonaviego, Zreiceda) es un lugar perteneciente a la parroquia de Pola de Allande, en el concejo de Allande, comarca del Narcea, Principado de Asturias, España.